# Сенегал на зимових Олімпійських іграх 1992
Сенегал брав участь у Зимових Олімпійських іграх 1992 року в Альбертвілі (Франція) вдруге за свою історію, пропустивши Зимові Олімпійські ігри 1988 року, але не завоював жодної медалі. Країну представляли два гірськолижника.

## Гірськолижний спорт
Спортсменів — 2
Чоловіки
| Спортсмен     | Вид                | 1 спроба | 2 спроба     | Всього       | Місце |
| ------------- | ------------------ | -------- | ------------ | ------------ | ----- |
| Ламін Гей     | Швидкісний спуск   |          |              | 2.12,84      | 45    |
| Ламін Гей     | Слалом             | 1.10,90  | не фінішував | -            | -     |
| Ламін Гей     | Гігантський слалом | 1.21,60  | 1.23,38      | 2.44,98      | 66    |
| Ламін Гей     | Супергігант        |          |              | 1.29,18      | 78    |
| Ламін Гей     | Комбінація         | 2.02,38  | не фінішував | -            | -     |
| Альфонс Гоміс | Швидкісний спуск   |          |              | не фінішував | -     |
| Альфонс Гоміс | Слалом             | 1.10,90  | не фінішував | -            | -     |
| Альфонс Гоміс | Гігантський слалом | 1.24,29  | 1.23,79      | 2.48,08      | 74    |
| Альфонс Гоміс | Супергігант        |          |              | не фінішував | -     |
| Альфонс Гоміс | Комбінація         | 2.05,56  | не фінішував | -            | -     |